# World RX de Hockenheim
El World RX de Hockenheim es un evento de Rallycross en Alemania válido para el Campeonato Mundial de Rallycross. La carrera se celebró por primera vez en la temporada 2015, en el Hockenheimring ubicado en la localidad de Hockenheim, en Baden-Württemberg.

## Ganadores
| 2015 | Johan Kristoffersson | Liam Doran           | Petter Solberg       | Petter Solberg       | Petter Solberg       | Reinis Nitišs       | Petter Solberg  |
| Año  | Ganador Qualifying 1 | Ganador Qualifying 2 | Ganador Qualifying 3 | Ganador Qualifying 4 | Ganador Semifinal 1  | Ganador Semifinal 2 | Ganador Final   |
| 2016 | Mattias Ekström      | Johan Kristoffersson | Petter Solberg       | Toomas Heikkinen     | Toomas Heikkinen     | Liam Doran          | Mattias Ekström |
| 2017 | Sébastien Loeb       | Sébastien Loeb       | Petter Solberg       | Timmy Hansen         | Johan Kristoffersson | Mattias Ekström     | Mattias Ekström |